# Arkham Asylum
L'Elizabeth Arkham Asylum for the Criminally Insane, noto semplicemente come Arkham Asylum, è un luogo immaginario presentato nei fumetti di Batman, pubblicati dalla DC Comics.
È il manicomio criminale di Gotham City, in cui sono detenuti i criminali più folli e pericolosi contro i quali Batman si è scontrato; altri personaggi sono stati detenuti nella struttura in varie occasioni per poi essere trasferiti più frequentemente nella prigione di Blackgate in quanto non sempre giudicati veramente o completamente pazzi.
Il nome del manicomio è stato tratto dai racconti di Howard Phillips Lovecraft, che creò la piccola cittadina di Arkham per servirsene come ambientazione narrativa.

## Descrizione
L'Arkham Asylum si trova alla periferia di Gotham City, è una tetra costruzione in stile neogotico ed è il luogo dove vengono rinchiusi i criminali ritenuti insani di mente (i criminali comuni vengono invece incarcerati nel penitenziario di Blackgate). L'ospedale psichiatrico è stato fondato da Amadeus Arkham che lo dedicò alla defunta madre Elizabeth. Ha avuto diversi direttori.
Ispirato alle opere di H. P. Lovecraft, il manicomio criminale venne creato dall'autore di fumetti Dennis O'Neil e apparve per la prima volta nel numero 258 di Batman (ottobre 1974); molte storie ambientate nella struttura furono scritte da Len Wein durante gli anni Ottanta. Nella prefazione del libro The Dark Ages: Grim, Great, and Gimmicky Post-Modern Comics, Jack C. Harris afferma che fu proprio Wein a creare la particolare atmosfera tetra dell'ospedale e che concettualizzò l'idea stessa dell'Arkham Asylum, quindi ne è lui il creatore vero e proprio.
L'Arkham Asylum non ha una grande reputazione, nonostante la pericolosità dei detenuti in esso rinchiusi (esempio lampante il Joker che riesce spesso a scappare); le evasioni sono frequenti e molto spesso i pazienti "curati" e scarcerati tornano presto a delinquere. Inoltre, è successo più di una volta che diversi membri dello staff, compreso il suo stesso fondatore, siano finiti con l'esservi rinchiusi. Qualche esempio: la dottoressa Harleen Quinzel (alias Harley Quinn), psicologa del Joker, che sedotta e circuita dal supercriminale, se ne innamorò diventando una pazza assassina, Hugo Strange, Lyle Bolton e il dottor Jonathan Crane.
In aggiunta, prigionieri con condizioni mediche atipiche che non permettano la loro incarcerazione in una prigione normale, vengono alloggiati qui. Per esempio Mr. Freeze, che pur non essendo propriamente pazzo, necessita di una cella fortemente refrigerata per essere mantenuto in vita. L'Arkham, ospitando frequentemente pazienti in condizioni "particolari", è potenzialmente visto dalle autorità come il luogo adatto per questi condannati.

## Origini
La celebre graphic novel Arkham Asylum: Una folle dimora in un folle mondo ha stabilito che l'ospedale psichiatrico venne fondato dal dottor Amadeus Arkham in memoria della madre scomparsa, Elizabeth Arkham. Il nome originale della struttura è Ospedale Arkham. La sua macabra storia inizia nei primi anni del Novecento, quando la madre di Arkham, avendo sofferto per gran parte della sua vita di problemi mentali, si suicida (più avanti verrà rivelato che fu il figlio ad ucciderla per porre fine alle sue sofferenze, rimuovendo poi il fatto dalla propria memoria). Amadeus Arkham decise, come unico erede dei beni degli Arkham, di trasformare la residenza di famiglia (la Mercey Mansion) in un ospedale psichiatrico per il trattamento delle malattie mentali, in modo che nessun altro dovesse patire ciò che aveva passato sua madre. Durante il periodo della ristrutturazione, Arkham si occupava dei suoi pazienti allo State Psychiatric Hospital di Metropolis, dove lui e la moglie Constance, e la figlioletta Harriet, avevano vissuto fino ad allora.
Successivamente tutta la famiglia si trasferì all'Arkham per seguire i lavori. Mentre erano lì, il dottor Arkham ricevette una chiamata dalla polizia che gli comunicava l'evasione di un suo paziente, Martin "Cane Pazzo" Hawkins, un serial killer da poco trasferito dalla prigione di Metropolis allo State Psychiatric Hospital, chiedendogli inoltre un suo parere medico circa la pericolosità del soggetto.
Poco tempo dopo, Arkham, rincasando, trovò la porta di casa spalancata. Dentro, scoprì i corpi mutilati e stuprati della moglie e della figlia al piano superiore; Hawkins aveva inciso il suo soprannome sul corpo di Harriet.
Nonostante la tragedia familiare, l'Elizabeth Arkham Asylum aprì ufficialmente i battenti il novembre successivo. Uno dei suoi primi ricoverati fu proprio Martin Hawkins, del quale Arkham insistette di volersi occupare personalmente. Dopo aver curato Hawkins per sei mesi, Arkham, durante una seduta di elettroshock, lo uccise friggendogli il cervello. La morte fu dichiarata un incidente ma contribuì alla graduale discesa di Arkham nella follia, che lo portò in seguito a essere internato lui stesso nel proprio manicomio, dove morì.

## Fumetti in cui compare l'Arkham Asylum
- Il ritorno del Cavaliere Oscuro (The Dark Knight Returns)
- Arkham Asylum: Una folle dimora in un folle mondo (Arkham Asylum: A Serious House on Serious Earth)
- Batman: The Killing Joke
- Arkham Asylum: Living Hell
- Batman: The Last Arkham
- Black Orchid

## Altri media
- L'Arkham Asylum appare in tutte le serie animate di Batman, ma non vi si fa mai cenno nei film Batman (1989) e Batman - Il ritorno (1992) di Tim Burton. Si è potuto vedere al cinema per la prima volta in Batman Forever (1995), per brevi attimi nel finale del film. È soltanto con i due film successivi Batman & Robin (1997) e Batman Begins (2005), che il pubblico ha potuto vedere gli interni della struttura.
- Il manicomio è anche la principale ambientazione del videogame Batman: Arkham Asylum. Nel suo sequel, Batman: Arkham City, la struttura, insieme al carcere di Blackgate, viene abbandonata in favore di una sistemazione 10 volte più grande, una parte blindata della città di Gotham, chiamata per l'appunto "Arkham City". Tuttavia lo si può comunque vedere da lontano. Nell'ultimo capitolo Batman: Arkham Knight l'ultimo scontro tra Batman e lo Spaventapasseri si svolge nel manicomio ormai in disuso. Inoltre, come nel capitolo precedente, anche in Arkham Knight si può notare il manicomio da lontano nella mappa.
- Gli ultimi livelli del videogioco Batman: Rise of Sin Tzu si svolgono nell'Arkham Asylum.
- Nel videogioco LEGO Batman: Il videogioco (2008) nell'Arkham Asylum sono imprigionati la maggior parte dei criminali sopracitati. All'inizio del gioco evadono insieme dal manicomio, l'obiettivo del videogame è aiutare Batman e Robin a riacciuffarli.
- Nel videogioco Batman: The Telltale Series (2016) l'Arkham Asylum è la struttura dove venivano ricoverate le persone mentalmente instabili e i soggetti più pericolosi di Gotham. Qui pare che nel corso degli anni siano stati condotti esperimenti disumani sui pazienti alcuni di essi sono stati indotti alla pazzia dai medici stessi per potervi essere incarcerati. Per questo motivo Bruce Wayne ha fornito stanziamenti al comune di Gotham per inaugurare un nuovo ospedale psichiatrico, il Thomas & Martha Wayne Memorial Hospital, per sostituire il manicomio di Arkham. In tale gioco inoltre c'è una gang che vuole vendicare le persone che furono ingiustamente recluse nel manicomio di Arkham avviando una rivoluzione a Gotham volta all'anarchia. I membri di tale gang si fanno chiamare "Children of Arkham".
- Appare nella serie televisiva Gotham.
- È menzionato nelle scene finali del film Batman v Superman: Dawn of Justice (2016), quando Batman si rivolge a Lex Luthor poco dopo averlo catturato, e gli dice che il manicomio criminale di Arkham è l'unica destinazione possibile per lui. Il super criminale riuscirà ad evaderne in Justice League (2017), ed assolderà il mercenario Deathstroke per formare "Una lega tutta loro".
- In Joker (2019) di Todd Phillips, l'istituto diventa un comune ospedale psichiatrico in forte stato di degrado con uno stile rétro fermo agli anni '60. All'interno del film, questo luogo ha un'importanza marginale, difatti Arthur Fleck si reca per leggere il fascicolo della madre, e si scopre che Penny Fleck venne ricoverata decenni prima a seguito di un brutale pestaggio causato dal compagno, occasione in cui le viene diagnosticato un disturbo narcisistico della personalità. Tra i documenti vi è anche la cartella del figlio adottivo, lo stesso Arthur, ricoverato a seguito di abusi, percosse e malnutrizione.
- Appare nella serie televisiva HBO - The Penguin (2024).